# Liste des matchs de l'équipe de Curaçao de football par adversaire
Cette liste présente les matchs de l'équipe de Curaçao de football par adversaire rencontré,. Lorsqu'une rivalité footballistique particulière existe entre Curaçao et un autre pays, une page spécifique est parfois proposée.
- Haut – A
- B
- C
- D
- E
- F
- G
- H
- I
- J
- K
- L
- M
- N
- O
- P
- Q
- R
- S
- T
- U
- V
- W
- X
- Y
- Z

## A

### Antigua-et-Barbuda
| Date             | Lieu                            | Match                        | Score | Compétition                                           |
| 2 septembre 2011 | Saint John's Antigua-et-Barbuda | Antigua-et-Barbuda - Curaçao | 5-2   | Éliminatoires de la Coupe du monde 2014               |
| 7 octobre 2011   | Willemstad Curaçao              | Curaçao - Antigua-et-Barbuda | 0-1   | Éliminatoires de la Coupe du monde 2014               |
| 5 octobre 2016   | Willemstad Curaçao              | Curaçao - Antigua-et-Barbuda | 3-0   | Éliminatoires de la Coupe caribéenne des nations 2017 |
| 23 mars 2019     | Saint John's Antigua-et-Barbuda | Antigua-et-Barbuda - Curaçao | 2-1   | Éliminatoires de la Gold Cup 2019                     |

Bilan
- Total de matchs disputés : 4
- Victoires de l'équipe de Curaçao : 1
- Victoires de l'équipe d'Antigua-et-Barbuda : 3
- Match nul : 0

### Aruba
| Date              | Lieu                           | Match           | Score         | Compétition     |
| 6 avril 1924      | Aruba                          | Aruba - Curaçao | 0-4           | Match amical    |
| 20 avril 1930     | Curaçao                        | Curaçao - Aruba | 2-1           | Match amical    |
| 5 avril 1931      | Curaçao                        | Curaçao - Aruba | 1-0           | Match amical    |
| 8 octobre 1933    | Aruba                          | Aruba - Curaçao | 1-3           | Match amical    |
| 11 octobre 1933   | Aruba                          | Aruba - Curaçao | 0-2           | Match amical    |
| 23 mars 1935      | Willemstad Curaçao             | Curaçao - Aruba | 2-0           | Match amical    |
| 24 mars 1935      | Willemstad Curaçao             | Curaçao - Aruba | 4-0           | Match amical    |
| 1er mai 1937      | Aruba                          | Aruba - Curaçao | 1-1           | Match amical    |
| 2 mai 1937        | Aruba                          | Aruba - Curaçao | 1-1           | Match amical    |
| 18 janvier 1941   | Curaçao                        | Curaçao - Aruba | 4-0           | Match amical    |
| 19 janvier 1941   | Curaçao                        | Curaçao - Aruba | 2-1           | Match amical    |
| 13 avril 1941     | Oranjestad Aruba               | Aruba - Curaçao | 0-0           | Match amical    |
| 14 avril 1941     | Oranjestad Aruba               | Aruba - Curaçao | 2-2           | Match amical    |
| 25 mai 1942       | Curaçao                        | Curaçao - Aruba | 2-2           | Match amical    |
| 25 septembre 1943 | Curaçao                        | Curaçao - Aruba | 3-3           | Match amical    |
| 26 septembre 1943 | Curaçao                        | Curaçao - Aruba | 2-2           | Match amical    |
| 11 décembre 1943  | Aruba                          | Aruba - Curaçao | 1-2           | Match amical    |
| 12 décembre 1943  | Aruba                          | Aruba - Curaçao | 1-1           | Match amical    |
| 10 avril 1944     | Willemstad Curaçao             | Curaçao - Aruba | 3-1           | Match amical    |
| 29 juillet 1944   | Willemstad Curaçao             | Curaçao - Aruba | 2-4           | Match amical    |
| 30 juillet 1944   | Willemstad Curaçao             | Curaçao - Aruba | 2-3           | Match amical    |
| 29 août 1944      | Paramaribo Guyane néerlandaise | Aruba - Curaçao | 1-2           | Match amical    |
| 3 septembre 1944  | Paramaribo Guyane néerlandaise | Aruba - Curaçao | 1-5           | Match amical    |
| 8 décembre 1945   | Aruba                          | Aruba - Curaçao | 2-1           | Match amical    |
| 9 décembre 1945   | Aruba                          | Aruba - Curaçao | 2-1           | Match amical    |
| 3 novembre 1946   | Willemstad Curaçao             | Curaçao - Aruba | 2-1           | Match amical    |
| 23 décembre 1946  | Aruba                          | Aruba - Curaçao | 0-4           | Match amical    |
| 24 décembre 1946  | Aruba                          | Aruba - Curaçao | 3-1           | Match amical    |
| 21 juin 1947      | Curaçao                        | Curaçao - Aruba | 4-1           | Match amical    |
| 22 juin 1947      | Curaçao                        | Curaçao - Aruba | 0-0           | Match amical    |
| 30 juillet 1949   | Curaçao                        | Curaçao - Aruba | 3-0           | Match amical    |
| 2 février 1952    | Curaçao                        | Curaçao - Aruba | 3-0           | Match amical    |
| 3 février 1952    | Curaçao                        | Curaçao - Aruba | 3-1           | Match amical    |
| 18 juin 1955      | Curaçao                        | Curaçao - Aruba | 2-1           | Match amical    |
| 19 juin 1955      | Curaçao                        | Curaçao - Aruba | 1-2           | Match amical    |
| 16 août 1955      | Tegucigalpa Honduras           | Curaçao - Aruba | 2-1           | Coupe CCCF 1955 |
| 29 octobre 2010   | Willemstad Curaçao             | Curaçao - Aruba | 3-0           | Match amical    |
| 13 juillet 2012   | Oranjestad Aruba               | Aruba - Curaçao | 3-2           | Match amical    |
| 14 novembre 2013  | Willemstad Curaçao             | Curaçao - Aruba | 2-0           | Match amical    |
| 30 janvier 2015   | Paramaribo Suriname            | Aruba - Curaçao | 0-0 (5 tab 3) | Match amical    |

Bilan
- Total de matchs disputés : 40
- Victoires de l'équipe de Curaçao : 23
- Victoires de l'équipe d'Aruba : 7
- Match nul : 10

## B

### Bahreïn
| Date           | Lieu          | Match             | Score | Compétition  |
| 6 octobre 2021 | Riffa Bahreïn | Bahreïn - Curaçao | 4-0   | Match amical |

Bilan
- Total de matchs disputés : 1
- Victoires de l'équipe de Curaçao : 0
- Victoires de l'équipe de Bahreïn : 4
- Match nul : 0

### Barbade
| Date         | Lieu                  | Match             | Score | Compétition                                           |
| 23 mars 2016 | Saint Michael Barbade | Barbade - Curaçao | 1-0   | Éliminatoires de la Coupe caribéenne des nations 2017 |

Bilan
- Total de matchs disputés : 1
- Victoires de l'équipe de Curaçao : 0
- Victoires de l'équipe de Barbade : 1
- Match nul : 0

### Bolivie
| Date         | Lieu               | Match             | Score | Compétition  |
| 23 mars 2018 | Willemstad Curaçao | Curaçao - Bolivie | 1-1   | Match amical |
| 26 mars 2018 | Willemstad Curaçao | Curaçao - Bolivie | 1-0   | Match amical |

Bilan
- Total de matchs disputés : 2
- Victoires de l'équipe de Curaçao : 1
- Victoires de l'équipe de Bolivie : 0
- Match nul : 1

### Bonaire
| Date             | Lieu                | Match             | Score | Compétition  |
| 2 décembre 2011  | Paramaribo Suriname | Curaçao - Bonaire | 1-3   | Match amical |
| 15 juillet 2012  | Oranjestad Aruba    | Bonaire - Curaçao | 2-9   | Match amical |
| 1er février 2015 | Paramaribo Suriname | Curaçao - Bonaire | 4-1   | Match amical |

Bilan
- Total de matchs disputés : 3
- Victoires de l'équipe de Curaçao : 2
- Victoires de l'équipe de Bonaire : 1
- Match nul : 0

## C

### Canada
| Date         | Lieu            | Match            | Score | Compétition  |
| 13 juin 2017 | Montréal Canada | Canada - Curaçao | 2-1   | Match amical |

Bilan
- Total de matchs disputés : 1
- Victoires de l'équipe de Curaçao : 0
- Victoires de l'équipe du Canada : 1
- Match nul : 0

### Colombie
| Date            | Lieu                  | Match              | Score | Compétition                                   |
| 9 décembre 1946 | Barranquilla Colombie | Colombie - Curaçao | 4-2   | Jeux d'Amérique centrale et des Caraïbes 1946 |

Bilan
- Total de matchs disputés : 1
- Victoires de l'équipe de Curaçao : 0
- Victoires de l'équipe de Colombie : 1
- Match nul : 0

### Costa Rica
| Date             | Lieu                  | Match                | Score | Compétition                                          |
| 13 mai 1941      | San José Costa Rica   | Costa Rica - Curaçao | 6-2   | Coupe CCCF 1941                                      |
| 20 décembre 1946 | Barranquilla Colombie | Costa Rica - Curaçao | 2-4   | Jeux d'Amérique centrale et des Caraïbes 1946        |
| 24 août 1955     | Tegucigalpa Honduras  | Costa Rica - Curaçao | 2-1   | Coupe CCCF 1955                                      |
| 13 octobre 2019  | Alajuela Costa Rica   | Costa Rica - Curaçao | 0-0   | Ligue des nations de la CONCACAF 2019-2020 (Ligue A) |
| 14 novembre 2019 | Willemstad Curaçao    | Curaçao - Costa Rica | 1-2   | Ligue des nations de la CONCACAF 2019-2020 (Ligue A) |

Bilan
- Total de matchs disputés : 5
- Victoires de l'équipe de Curaçao : 1
- Victoires de l'équipe du Costa Rica : 3
- Match nul : 1

### Cuba
| Date             | Lieu                 | Match          | Score | Compétition                                          |
| 28 août 1955     | Tegucigalpa Honduras | Curaçao - Cuba | 2-0   | Coupe CCCF 1955                                      |
| 21 août 1957     | Willemstad Curaçao   | Curaçao - Cuba | 2-0   | Coupe CCCF 1957                                      |
| 13 novembre 2014 | Montego Bay Jamaïque | Curaçao - Cuba | 2-3   | Phase finale de la Coupe caribéenne des nations 2014 |
| 10 juin 2015     | Willemstad Curaçao   | Curaçao - Cuba | 0-0   | Éliminatoires de la Coupe du monde 2018              |
| 14 juin 2015     | La Havane Cuba       | Cuba - Curaçao | 1-1   | Éliminatoires de la Coupe du monde 2018              |

Bilan
- Total de matchs disputés : 5
- Victoires de l'équipe de Curaçao : 2
- Victoires de l'équipe de Cuba : 1
- Match nul : 2

## D

### Danemark
| Date        | Lieu           | Match              | Score | Compétition  |
| 15 mai 1958 | Århus Danemark | Danemark - Curaçao | 3-2   | Match amical |

Bilan
- Total de matchs disputés : 1
- Victoires de l'équipe de Curaçao : 0
- Victoires de l'équipe du Danemark : 1
- Match nul : 0

## E

### États-Unis
| Date         | Lieu                    | Match                | Score | Compétition                     |
| 30 juin 2019 | Philadelphie États-Unis | États-Unis - Curaçao | 1-0   | Gold Cup 2019 (quart de finale) |

#### Bilan
- Total de matchs disputés : 1
- Victoires de l'équipe de Curaçao : 0
- Victoires de l'équipe des États-Unis : 1
- Match nul : 0

## G

### Grenade
| Date              | Lieu               | Match             | Score | Compétition                                           |
| 5 septembre 2014  | Bayamón Porto Rico | Curaçao - Grenade | 2-1   | Éliminatoires de la Coupe caribéenne des nations 2014 |
| 10 septembre 2018 | Willemstad Curaçao | Curaçao - Grenade | 10-0  | Éliminatoires de la Gold Cup 2019                     |

Bilan
- Total de matchs disputés : 2
- Victoires de l'équipe de Curaçao : 2
- Victoires de l'équipe de Grenade : 0
- Match nul : 0

### Guadeloupe
| Date             | Lieu       | Match                | Score | Compétition                                           |
| 12 octobre 2014  | Les Abymes | Guadeloupe - Curaçao | 0-1   | Éliminatoires de la Coupe caribéenne des nations 2014 |
| 19 novembre 2018 | Willemstad | Curaçao - Guadeloupe | 6-0   | Éliminatoires de la Gold Cup 2019                     |

Bilan
- Total de matchs disputés : 2
- Victoires de l'équipe de Curaçao : 2
- Victoires de l'équipe de Guadeloupe : 0
- Match nul : 0

### Guatemala
| Date             | Lieu                  | Match               | Score | Compétition                                   |
| 11 décembre 1946 | Barranquilla Colombie | Curaçao - Guatemala | 2-2   | Jeux d'Amérique centrale et des Caraïbes 1946 |
| 18 août 1955     | Tegucigalpa Honduras  | Guatemala - Curaçao | 4-1   | Coupe CCCF 1955                               |

Bilan
- Total de matchs disputés : 2
- Victoires de l'équipe de Curaçao : 0
- Victoires de l'équipe du Guatemala : 1
- Match nul : 1

### Guyana
| Date            | Lieu                    | Match            | Score | Compétition                                           |
| 23 octobre 2012 | Gros Islet Sainte-Lucie | Curaçao - Guyana | 1-2   | Éliminatoires de la Coupe caribéenne des nations 2012 |
| 1er juin 2016   | Willemstad Curaçao      | Guyana - Curaçao | 2-5   | Éliminatoires de la Coupe caribéenne des nations 2017 |

Bilan
- Total de matchs disputés : 2
- Victoires de l'équipe de Curaçao : 1
- Victoires de l'équipe du Guyana : 1
- Match nul : 0

### Guyane
| Date             | Lieu                 | Match            | Score | Compétition                                           |
| 7 septembre 2014 | Bayamón Porto Rico   | Guyane - Curaçao | 0-0   | Éliminatoires de la Coupe caribéenne des nations 2014 |
| 15 novembre 2014 | Montego Bay Jamaïque | Guyane - Curaçao | 4-1   | Phase finale de la Coupe caribéenne des nations 2014  |

Bilan
- Total de matchs disputés : 2
- Victoires de l'équipe de Curaçao : 0
- Victoires de l'équipe de Guyane : 1
- Match nul : 1

## H

### Haïti
| Date              | Lieu                 | Match           | Score | Compétition                                          |
| 24 janvier 1926   | Port-au-Prince Haïti | Haïti - Curaçao | 1-1   | Match amical                                         |
| 31 janvier 1926   | Port-au-Prince Haïti | Haïti - Curaçao | 0-1   | Match amical                                         |
| 7 février 1926    | Port-au-Prince Haïti | Haïti - Curaçao | 2-1   | Match amical                                         |
| 14 février 1926   | Port-au-Prince Haïti | Haïti - Curaçao | 2-2   | Match amical                                         |
| 2 avril 1944      | Willemstad Curaçao   | Curaçao - Haïti | 5-0   | Match amical                                         |
| 18 août 1957      | Willemstad Curaçao   | Curaçao - Haïti | 1-3   | Coupe CCCF 1957                                      |
| 6 septembre 2011  | Willemstad Curaçao   | Curaçao - Haïti | 2-4   | Éliminatoires de la Coupe du monde 2014              |
| 11 octobre 2011   | Port-au-Prince Haïti | Haïti - Curaçao | 2-2   | Éliminatoires de la Coupe du monde 2014              |
| 7 septembre 2019  | Willemstad Curaçao   | Curaçao - Haïti | 1-0   | Ligue des nations de la CONCACAF 2019-2020 (Ligue A) |
| 10 septembre 2019 | Port-au-Prince Haïti | Haïti - Curaçao | 1-1   | Ligue des nations de la CONCACAF 2019-2020 (Ligue A) |

Bilan
- Total de matchs disputés : 10
- Victoires de l'équipe de Curaçao : 3
- Victoires de l'équipe d'Haïti : 3
- Match nul : 4

### Honduras
| Date         | Lieu                 | Match              | Score | Compétition           |
| 20 août 1955 | Tegucigalpa Honduras | Honduras - Curaçao | 0-2   | Coupe CCCF 1955       |
| 11 août 1957 | Willemstad Curaçao   | Curaçao - Honduras | 1-1   | Coupe CCCF 1957       |
| 21 juin 2019 | Houston États-Unis   | Honduras - Curaçao | 0-1   | Gold Cup 2019 (gr. C) |

#### Bilan
- Total de matchs disputés : 3
- Victoires de l'équipe de Curaçao : 2
- Victoires de l'équipe du Honduras : 0
- Match nul : 1

## I

### Îles Vierges britanniques
| Date        | Lieu      | Match                               | Score | Compétition                                         |
| 5 juin 2021 | Guatemala | Îles Vierges Britanniques - Curaçao | 0-8   | Éliminatoires de la Coupe du monde de football 2022 |

Bilan
- Total de matchs de disputés : 1
- Victoires de l'équipe de Curaçao : 8
- Victoires de l'équipe des îles Vierges britanniques : 0
- Match nul : 0

### Îles Vierges des États-Unis
| Date             | Lieu                                     | Match                                 | Score | Compétition                                           |
| 11 novembre 2011 | Frederiksted Îles Vierges des États-Unis | Îles Vierges des États-Unis - Curaçao | 0-3   | Éliminatoires de la Coupe du monde 2014               |
| 15 novembre 2011 | Willemstad Curaçao                       | Curaçao - Îles Vierges des États-Unis | 6-1   | Éliminatoires de la Coupe du monde 2014               |
| 7 juin 2016      | Willemstad Curaçao                       | Curaçao - Îles Vierges des États-Unis | 7-0   | Éliminatoires de la Coupe caribéenne des nations 2017 |
| 12 octobre 2018  | Bradenton États-Unis                     | Îles Vierges des États-Unis - Curaçao | 0-5   | Éliminatoires de la Gold Cup 2019                     |

Bilan
- Total de matchs disputés : 4
- Victoires de l'équipe de Curaçao : 4
- Victoires de l'équipe des Îles Vierges des États-Unis : 0
- Match nul : 0

### Inde
| Date        | Lieu              | Match          | Score | Compétition     |
| 5 juin 2019 | Buriram Thaïlande | Curaçao - Inde | 3-1   | King's Cup 2019 |

Bilan
- Total de matchs disputés : 1
- Victoires de l'équipe de Curaçao : 1
- Victoires de l'équipe d'Inde : 0
- Match nul : 0

### Indonésie
| Date              | Lieu               | Match               | Score | Compétition  |
| 24 septembre 2022 | Bandung Indonésie  | Indonésie - Curaçao | 3-2   | Match amical |
| 27 septembre 2022 | Cibinong Indonésie | Curaçao - Indonésie | 1-2   | Match amical |

Bilan
- Total de matchs disputés : 2
- Victoires de l'équipe du Curaçao : 3
- Victoires de l'équipe d'Indonésie : 5
- Match nul : 0

## J

### Jamaïque
| Date           | Lieu                      | Match              | Score | Compétition                                    |
| 25 juin 2017   | Fort-de-France Martinique | Jamaïque - Curaçao | 1-2   | Finale de la Coupe caribéenne des nations 2017 |
| 9 juillet 2017 | San Diego États-Unis      | Curaçao - Jamaïque | 0-2   | Phase finale de la Gold Cup 2017               |
| 25 juin 2019   | Los Angeles États-Unis    | Jamaïque - Curaçao | 1-1   | Gold Cup 2019 (gr. C)                          |

Bilan
- Total de matchs disputés : 3
- Victoires de l'équipe de Curaçao : 1
- Victoires de l'équipe de Jamaïque : 1
- Match nul : 1

## M

### Martinique
| Date           | Lieu                      | Match                | Score | Compétition                                           |
| 8 octobre 2014 | Les Abymes Guadeloupe     | Curaçao - Martinique | 1-1   | Éliminatoires de la Coupe caribéenne des nations 2014 |
| 22 juin 2017   | Fort-de-France Martinique | Curaçao - Martinique | 2-1   | Demi-finale de la Coupe caribéenne des nations 2017   |

Bilan
- Total de matchs disputés : 2
- Victoires de l'équipe de Curaçao : 1
- Victoires de l'équipe de Martinique : 0
- Match nul : 1

### Mexique
| Date            | Lieu                   | Match             | Score | Compétition                      |
| 16 juillet 2017 | San Antonio États-Unis | Mexique - Curaçao | 2-0   | Phase finale de la Gold Cup 2017 |

Bilan
- Total de matchs disputés : 1
- Victoires de l'équipe de Curaçao : 0
- Victoires de l'équipe du Mexique : 1
- Match nul : 0

### Montserrat
| Date         | Lieu                | Match                | Score | Compétition                             |
| 27 mars 2015 | Willemstad Curaçao  | Curaçao - Montserrat | 2-1   | Éliminatoires de la Coupe du monde 2018 |
| 31 mars 2015 | Look Out Montserrat | Montserrat - Curaçao | 2-2   | Éliminatoires de la Coupe du monde 2018 |

Bilan
- Total de matchs disputés : 2
- Victoires de l'équipe de Curaçao : 1
- Victoires de l'équipe de Montserrat : 0
- Match nul : 1

## N

### Nicaragua
| Date         | Lieu                | Match               | Score | Compétition     |
| 15 mai 1941  | San José Costa Rica | Curaçao - Nicaragua | 9-1   | Coupe CCCF 1941 |
| 17 juin 2017 | Willemstad Curaçao  | Curaçao - Nicaragua | 0-0   | Match amical    |

Bilan
- Total de matchs disputés : 2
- Victoires de l'équipe de Curaçao : 1
- Victoires de l'équipe du Nicaragua : 0
- Match nul : 1

### Nouvelle-Zélande
| Date           | Lieu     | Match                      | Score | Compétition  |
| 9 octobre 2021 | Muharraq | Curaçao - Nouvelle-Zélande | 1-2   | Match amical |

Bilan
- Total de matchs disputés : 1
- Victoires de l'équipe de Curaçao : 1
- Victoires de l'Équipe de Nouvelle-Zélande : 2
- Match nul : 0

## P

### Panama
| Date             | Lieu                  | Match            | Score | Compétition                                   |
| 8 mai 1941       | San José Costa Rica   | Curaçao - Panama | 3-3   | Coupe CCCF 1941                               |
| 17 décembre 1946 | Barranquilla Colombie | Curaçao - Panama | 2-2   | Jeux d'Amérique centrale et des Caraïbes 1946 |
| 15 août 1957     | Willemstad Curaçao    | Curaçao - Panama | 3-0   | Coupe CCCF 1957                               |
| 27 août 1957     | Willemstad Curaçao    | Curaçao - Panama | 2-2   | Match amical                                  |

Bilan
- Total de matchs disputés : 4
- Victoires de l'équipe de Curaçao : 1
- Victoires de l'équipe du Panama : 0
- Match nul : 3

### Pays-Bas
| Date          | Lieu               | Match              | Score | Compétition  |
| 23 avril 1958 | Rotterdam Pays-Bas | Pays-Bas - Curaçao | 8-1   | Match amical |

Bilan
- Total de matchs disputés : 1
- Victoires de l'équipe de Curaçao : 0
- Victoires de l'équipe des Pays-Bas : 1
- Match nul : 0

### Porto Rico
| Date             | Lieu                  | Match                | Score    | Compétition                                           |
| 21 décembre 1946 | Barranquilla Colombie | Curaçao - Porto Rico | 14-0     | Jeux d'Amérique centrale et des Caraïbes 1946         |
| 3 septembre 2014 | Bayamón Porto Rico    | Porto Rico - Curaçao | 2-2      | Éliminatoires de la Coupe caribéenne des nations 2014 |
| 11 octobre 2016  | Bayamón Porto Rico    | Porto Rico - Curaçao | 2-4 a.p. | Éliminatoires de la Coupe caribéenne des nations 2017 |

Bilan
- Total de matchs disputés : 3
- Victoires de l'équipe de Curaçao : 2
- Victoires de l'équipe de Porto Rico : 0
- Match nul : 1

## Q

### Qatar
| Date            | Lieu       | Match           | Score | Compétition  |
| 10 octobre 2017 | Doha Qatar | Qatar - Curaçao | 1-2   | Match amical |

Bilan
- Total de matchs disputés : 1
- Victoires de l'équipe de Curaçao : 1
- Victoires de l'équipe du Qatar : 0
- Match nul : 0

## R

### République dominicaine
| Date         | Lieu                                 | Match                            | Score | Compétition                                           |
| 20 août 2011 | San Cristóbal République dominicaine | République dominicaine - Curaçao | 1-0   | Match amical                                          |
| 21 août 2011 | San Cristóbal République dominicaine | République dominicaine - Curaçao | 1-0   | Match amical                                          |
| 26 mars 2016 | Willemstad Curaçao                   | Curaçao - République dominicaine | 2-1   | Éliminatoires de la Coupe caribéenne des nations 2017 |

Bilan
- Total de matchs disputés : 3
- Victoires de l'équipe de Curaçao : 1
- Victoires de l'équipe de République dominicaine : 2
- Match nul : 0

## S

### Saint-Vincent-et-les-Grenadines
| Date            | Lieu                    | Match                                     | Score | Compétition                                           |
| 25 octobre 2012 | Gros Islet Sainte-Lucie | Saint-Vincent-et-les-Grenadines - Curaçao | 4-0   | Éliminatoires de la Coupe caribéenne des nations 2012 |
| 10 octobre 2014 | Les Abymes Guadeloupe   | Saint-Vincent-et-les-Grenadines - Curaçao | 1-0   | Éliminatoires de la Coupe caribéenne des nations 2014 |
| 25 mars 2021    | Willemstad Curaçao      | Curaçao - Saint-Vincent-et-les-Grenadines | 5-0   | Éliminatoires de la Coupe du monde de football 2022   |

Bilan
- Total de matchs disputés : 3
- Victoires de l'équipe de Curaçao : 5
- Victoires de l'équipe de Saint-Vincent-et-les-Grenadines : 2
- Match nul : 0

### Sainte-Lucie
| Date            | Lieu                    | Match                  | Score | Compétition                                           |
| 21 octobre 2012 | Gros Islet Sainte-Lucie | Sainte-Lucie - Curaçao | 5-1   | Éliminatoires de la Coupe caribéenne des nations 2012 |

Bilan
- Total de matchs disputés : 1
- Victoires de l'équipe de Curaçao : 0
- Victoires de l'équipe de Sainte-Lucie : 1
- Match nul : 0

### Salvador
| Date             | Lieu                 | Match              | Score | Compétition                             |
| 11 mai 1941      | San José Costa Rica  | Curaçao - Salvador | 2-2   | Coupe CCCF 1941                         |
| 26 août 1955     | Tegucigalpa Honduras | Curaçao - Salvador | 3-0   | Coupe CCCF 1955                         |
| 4 septembre 2015 | Willemstad Curaçao   | Curaçao - Salvador | 0-1   | Éliminatoires de la Coupe du monde 2018 |
| 8 septembre 2015 | Salvador             | Salvador - Curaçao | 1-0   | Éliminatoires de la Coupe du monde 2018 |
| 22 mars 2017     | Willemstad Curaçao   | Curaçao - Salvador | 1-1   | Match amical                            |
| 13 juillet 2017  | Denver États-Unis    | Salvador - Curaçao | 2-0   | Phase finale de la Gold Cup 2017        |
| 17 juin 2019     | Kingston Jamaïque    | Curaçao - Salvador | 0-1   | Gold Cup 2019 (gr. C)                   |

Bilan
- Total de matchs disputés : 7
- Victoires de l'équipe de Curaçao : 1
- Victoires de l'équipe du Salvador : 4
- Match nul : 2

### Suriname
| Date              | Lieu                           | Match                | Score | Compétition  |
| 22 juillet 1934   | Willemstad Curaçao             | Curaçao - Suriname   | 3-1   | Match amical |
| 25 juillet 1934   | Willemstad Curaçao             | Curaçao - Suriname   | 3-2   | Match amical |
| 29 juillet 1934   | Willemstad Curaçao             | Curaçao - Suriname   | 2-2   | Match amical |
| 20 mai 1935       | Paramaribo Guyane néerlandaise | Suriname - Curaçao   | 0-1   | Match amical |
| 22 mai 1935       | Paramaribo Guyane néerlandaise | Suriname - Curaçao   | 4-1   | Match amical |
| 24 mai 1935       | Paramaribo Guyane néerlandaise | Suriname - Curaçao   | 2-1   | Match amical |
| 5 juillet 1938    | Willemstad Curaçao             | Curaçao - Suriname   | 2-1   | Match amical |
| 7 juillet 1938    | Willemstad Curaçao             | Curaçao - Suriname   | 1-0   | Match amical |
| 10 juillet 1938   | Willemstad Curaçao             | Curaçao - Suriname   | 4-1   | Match amical |
| 23 août 1944      | Paramaribo Guyane néerlandaise | Suriname B - Curaçao | 2-2   | Match amical |
| 25 août 1944      | Paramaribo Guyane néerlandaise | Suriname - Curaçao   | 1-2   | Match amical |
| 31 août 1944      | Paramaribo Guyane néerlandaise | Suriname - Curaçao   | 0-2   | Match amical |
| 10 juin 1946      | Willemstad Curaçao             | Curaçao - Suriname   | 6-0   | Match amical |
| 31 octobre 2010   | Willemstad Curaçao             | Curaçao - Suriname   | 2-2   | Match amical |
| 23 septembre 2011 | Paramaribo Suriname            | Suriname - Curaçao   | 2-0   | Match amical |
| 25 septembre 2011 | Paramaribo Suriname            | Suriname - Curaçao   | 2-2   | Match amical |
| 4 décembre 2011   | Paramaribo Suriname            | Suriname - Curaçao   | 2-0   | Match amical |
| 16 novembre 2013  | Willemstad Curaçao             | Curaçao - Suriname   | 1-3   | Match amical |

Bilan
- Total de matchs disputés : 18
- Victoires de l'équipe de Curaçao : 9
- Victoires de l'équipe du Suriname : 5
- Match nul : 4

## V

### Venezuela
| Date             | Lieu                  | Match               | Score | Compétition                                   |
| 9 avril 1944     | Willemstad Curaçao    | Curaçao - Venezuela | 3-3   | Match amical                                  |
| 19 décembre 1946 | Barranquilla Colombie | Curaçao - Venezuela | 1-0   | Jeux d'Amérique centrale et des Caraïbes 1946 |

Bilan
- Total de matchs disputés : 2
- Victoires de l'équipe de Curaçao : 1
- Victoires de l'équipe du Venezuela : 0
- Match nul : 1

### Viêt Nam
| Date        | Lieu              | Match              | Score         | Compétition     |
| 8 juin 2019 | Buriram Thaïlande | Curaçao - Viêt Nam | 1-1 (5 tab 4) | King's Cup 2019 |

Bilan
- Total de matchs disputés : 1
- Victoires de l'équipe de Curaçao : 0
- Victoires de l'équipe du Viêt Nam : 0
- Match nul : 1

## T

### Trinité-et-Tobago
| Date             | Lieu                            | Match                       | Score | Compétition                                          |
| 30 mai 1935      | Trinité-et-Tobago               | Trinité-et-Tobago - Curaçao | 3-1   | Match amical                                         |
| 15 décembre 1935 | Curaçao                         | Curaçao - Trinité-et-Tobago | 3-1   | Match amical                                         |
| 30 janvier 1936  | Curaçao                         | Curaçao - Trinité-et-Tobago | 4-2   | Match amical                                         |
| février 1936     | Port of Spain Trinité-et-Tobago | Trinité-et-Tobago - Curaçao | 3-0   | Match amical                                         |
| 1er mars 1947    | Willemstad Curaçao              | Curaçao - Trinité-et-Tobago | 4-0   | Match amical                                         |
| 2 mars 1947      | Willemstad Curaçao              | Curaçao - Trinité-et-Tobago | 3-0   | Match amical                                         |
| 23 novembre 1950 | Port of Spain Trinité-et-Tobago | Trinité-et-Tobago - Curaçao | 3-2   | Match amical                                         |
| 4 décembre 1950  | Port of Spain Trinité-et-Tobago | Trinité-et-Tobago - Curaçao | 5-1   | Match amical                                         |
| 11 novembre 2014 | Montego Bay Jamaïque            | Curaçao - Trinité-et-Tobago | 2-3   | Phase finale de la Coupe caribéenne des nations 2014 |
| 5 juin 2015      | Willemstad Curaçao              | Curaçao - Trinité-et-Tobago | 1-0   | Match amical                                         |

Bilan
- Total de matchs disputés : 10
- Victoires de l'équipe de Curaçao : 5
- Victoires de l'équipe de Trinité-et-Tobago : 5
- Match nul : 0